# دكتور دوم
فيكتور فيرنر دوم (بالإنجليزية Victor Werner doom) المعروف باسم دكتور دوم شخصية خيالية شريرة ظهرت لأول مرة في قصص فنتاستك فور ويعد أقوى شخصية في عالم مارفل وقد حصل على المركز 3 في أفضل 100 شخصية شريرة لآي جي إن والمركز 4 في قائمة أعظم 101 شخصية شريرة لويزارد.

## القدرات
يتميز دكتور دوم بذكائه الخارق، حيث يمكنه السيطرة على أي جهاز وإستنساخ الكائنات كما يستطيع السيطرة على الطاقة وتحكم بالكهرباء وإنشاء دروع حماية خارقة تجعله ذو تحمل كبير جدا ويستطيع إستدعاء الشياطين، يستطيع دكتور دوم البقاء تحت الماء أو خارج الأرض دون هواء وأكبر قوة يمتلكها هي السحر.